# Robin des mers
Pour plus de détails, voir Fiche technique et Distribution.
Robin des mers est un film français réalisé en 1997 par Jean-Pierre Mocky et sorti en 1998.

## Synopsis
À La Roche-sur-Mer, l'usine où travaille le père du copain de Mathieu, un garçon de 12 ans, va fermer. Désespéré, l'homme tente de se suicider et est sauvé de justesse par son fils et Mathieu. L'émotion dans la petite ville est immense et cela provoque une prise de conscience chez le jeune garçon qui décide de s'attaquer au chômage. Il se fait appeler Robin des Mers et crée une organisation, la SPEC, qui va lutter contre les politiciens locaux corrompus et venir en aide aux chômeurs. Aidé par des écologistes, cambriole une banque, fait chanter les politiciens et ridiculise la maréchaussée.

## Fiche technique
- Réalisateur : Jean-Pierre Mocky
- Scénario : Jean-Pierre Mocky
- Adaptation : Jacques Bacelon et Alain Moury
- Dialogues : Dominique Noguez
- Photographie : Edmond Richard
- Son : Luc Perini
- Costumes : Martine Henry
- Montage : Jean-Pierre Mocky
- Genre : comédie
- Durée : 80 min
- Date de sortie :
  - France : 1er avril 1998

## Distribution
- Roland Blanche : Hubert Baudry
- Jacques Legras : Jacques Penalty
- Pierre Caralp : Mathieu, dit Robin des Mers
- Julie Van Horn : Ségolène Baudry
- Jean Abeillé : le commissaire Marino
- Jean-Pierre Mocky : le père de Mathieu
- Dominique Zardi : Emile Dupas
- Nadia Vasil : Mme Dupas
- Jean-Luc Atlan : Bruno Baron
- François Viaur : le juge Dormel
- Henri Attal : le chômeur délateur
- Christian Chauvaud : Risotto
- Michel Francini : le commandant Salobin
- Evelyne Harter : Josèphe
- Christophe Bier : Merlouse
- Jean-Pierre Clami : l'agent SPEC
- Georges Lucas : l'amiral Baudry
- Pierre-Marcel Ondher
- Stanley Royant : Policier